# Ticinetto
Der Ticinetto (kleiner Tessin) ist ein rund 11 Kilometer langer rechter Nebenfluss des Tessins im Schweizer Kanton Tessin. Er entwässert das Val Chironico in die Leventina und durchfliesst dabei die Gemeinden Faido und Giornico.

## Verlauf
Der Ticinetto entspringt auf rund 2560 m ü. M. am Südosthang des Pizzo Penca wenig unterhalb des Passo Sovèltra, der ins Val di Prato führt, auf dem Gemeindegebiet von Faido. Direkt nach der Quelle durchfliesst er einen kleinen Bergsee, den er an dessen Ostende verlässt. Er fliesst kurz nach Osten, wendet sich dann aber nach Süden, um nur wenig später die Talsohle auf rund 2020 m ü. M. zu erreichen. Es mündet von rechts der Abfluss des Bergsees Bola Rossa, ehe er sich nach Südosten wendet. Er passiert die Alp Anzone und nimmt unzählige, kurze Bäche auf, darunter den von links einmündenden Ri di Vedlè, dessen Quellgebiet sich über den Südhang des Pizzo Forno erstreckt.
Es folgt von rechts der Ri Laghetto, der den Bergsee Laghetto entwässert. Der Ticinetto wird nun von dichten Wäldern eingefasst, einzig um die Alpen Valle und Nalpesc bestehen gerodete Flächen. Er erreicht das Dorf Chironico, wo sich ein kleines Staubecken befindet. Direkt danach stürzt der Ticinetto in die Leventina und bildet dabei noch kurz die Gemeindegrenze zwischen Faido und Giornico. Schliesslich mündet der Ticinetto auf 450 m ü. M. direkt unterhalb des Biaschina-Viadukts von rechts in den Tessin.